# أيلود سميك الأوراق
أيلود سميك الأوراق (الاسم العلمي:Elodea crassifolia) هو نوع غير مؤكد من النباتات يتبع جنس الأيلود من الفصيلة الحب المائية.